# Трискел
Трискел ГНУ/Линукс (енгл. Trisquel GNU/Linux) је рачунарски оперативни систем заснован на Убунту линукс дистрибуцији, којој су уклоњене све неслободне компоненте. Трискел пројекат има за циљ потпуно слободан систем без власничког софтвера или фирмвера и користи слободну верзију линукс језгра коју дистрибуира Линукс-либре пројекат. Трискел се ослања на донације корисника. Лого дистрибуције је трискелион.
Пројекат је започет 2004. године, спонзорисан од стране Универзитета у Вигу ради подршке за галицијски језик у едукативном софтверу. Званично је представљен у априлу 2005. године са Ричардом Столманом, оснивачем ГНУ пројекта, као специјалним гостом. Према мишљењу руководиоца пројекта Рубена Родригеза (шп. Rubén Rodríguez), подршка за галицијски језик створила је интересовање јужноамеричких и мексичких заједница имиграната из провинције Оренсе.
До децембра 2008. Фондација за слободан софтвер је укључила Трискел ГНУ/Линукс у листу ГНУ/Линукс дистрибуција које подржава.

## Издања
| Боја       | Значење                                         |
| ---------- | ----------------------------------------------- |
| Црвена     | Издање више није подржано                       |
| Наранџаста | Издање је подржано само сигурносним ажурирањима |
| Зелена     | Издање је у потпуности подржано                 |
| Плава      | Будуће издање                                   |

| Верзија | Кодно име | Датум издавања      | Крај подршке | Верзија језгра | Засновано на                    |
| ------- | --------- | ------------------- | ------------ | -------------- | ------------------------------- |
| 1.0     | Arianrhod | 2007.               |              | 2.6.18.6       | Debian 4.0 (Etch)               |
| 2.0     | Robur     | 2008.               | 2011.        | 2.6.24         | Ubuntu 8.04 (Hardy Heron)       |
| 3.0     | Dwyn      | септембар 2009.     | 2011.        | 2.6.28         | Ubuntu 9.04 (Jaunty Jackalope)  |
| 3.5     | Awen      | март 2010.          | Непознато    | 2.6.31         | Ubuntu 9.10 (Karmic Koala)      |
| 4.0     | Taranis   | 18. септембра 2010. | 2015.        | 2.6.32         | Ubuntu 10.04 (Lucid Lynx)       |
| 4.5     | Slaine    | 24. марта 2011.     | Непознато    | 2.6.35         | Ubuntu 10.10 (Maverick Meerkat) |
| 5.0     | Dagda     | 17. септембра 2011. | Непознато    | 2.6.38         | Ubuntu 11.04 (Natty Narwhal)    |
| 5.5     | Brigantia | 16. априла 2012.    | 2013.        | 3.0            | Ubuntu 11.10 (Oneiric Ocelot)   |
| 6.0     | Toutatis  | 9. марта 2013.      | 2017.        | 3.2            | Ubuntu 12.04 (Precise Pangolin) |
| 7.0     | Belenos   | 3. новембра 2014.   | 2019.        | 3.13           | Ubuntu 14.04 LTS (Trusty Tahr)  |

Све верзије укључују следећи софтвер:
- Линукс-либре језгро.
- Гном десктоп окружење. Уместо да користи Гном љуску, Трискел подразумевано укључује Гном панел.[20]

- Ребрендирана верзија Фајерфокса под именом Абраузер (енгл. Abrowser) која никад не предлаже неслободне прикључке и не укључује заштитне знаке. Разлог за ребрендирање је то што правила за коришћење Мозилиних жигова забрањују измене, које укључују њихове жигове без одобрења.[21] Како је Адоби Флеш Плејер власнички софтвер, Трискел га не подржава, већ уместо њега нуди Гнеш SWF прегледач.[22]

### Трискел Мини
Трискел мини је алтернативна верзија Трискела намењена да ради добро на нетбук рачунарима и рачунарима са слабијим карактеристикама.
Користи окружење које захтева мање ресурса LXDE и програме засноване на GTK+ и X Window System, алтернативе Гном и Qt/KDE апликацијама.

## Друга издања
Постојала су специјална издања Трискела, као што су Трискел Про, Трискел Еду и независно издање Трискел Гејмер, која више нису подржана.